# South Road
Die South Road ist eine wichtige Hauptverkehrsader in Adelaide im Zentrum des australischen Bundesstaates South Australia. Ihre südliche Verlängerung heißt Main South Road und verbindet Adelaide mit der Spitze der Fleurieu-Halbinsel.

## Verlauf
Auf der South Road fließt der größte Teil des Verkehrs aus den südlichen Vororten von Adelaide zum Stadtzentrum. In Kuralta Park wird dieser Verkehr durch den Anzac Highway (A5) zum Stadtzentrum abgeleitet.
Von dort aus führt die South Road als westlicher Bypass der Innenstadt weiter nach Norden und kreuzt viele andere Hauptverkehrsadern wie die Port Road, die Regency Road und die Grand Junction Road (A16), bis sie schließlich in den Port River Expressway (A9) und den Salisbury Highway (NA13) einmündet. Vor der Eröffnung des Port River Expressway 2005 wurden der in den 1990er-Jahren entstandene Abschnitt der South Road und des Salisbury Highway zwischen Grand Junction Road und Port Wakefield Road (NA1) South Road Extention genannt.
Am Südrand der Stadt, in Clovely Park, ab der Kreuzung mit der Ayliffes Road und der Shepherds Hill Road, heißt die Straße Main South Road. Diese führt weiter nach Südosten, wo bei Bedford Park die Entlastungsstrecke Southern Expressway (M2), eine Autobahn mit tageszeitlich wechselnder Fahrtrichtung, abzweigt und parallel mit der Main South Road nach Süden führt. Bei Old Noarlunga trifft der Southern Expressway wieder auf die Main South Road und 2 km weiter zweigt die Victor Harbour Road (A13) nach Süden ab. Die Main South Road verläuft als Staatsstraße B23 weiter entlang der Westküste der Fleurieu-Halbinsel nach Südwesten und erreicht schließlich Cape Jervis.

## Geschichte
Im Jahre 1964 erreichte die Straße Old Reynella und 1972 Old Noarlunga.

### Verkehrsstaus und Ausbau

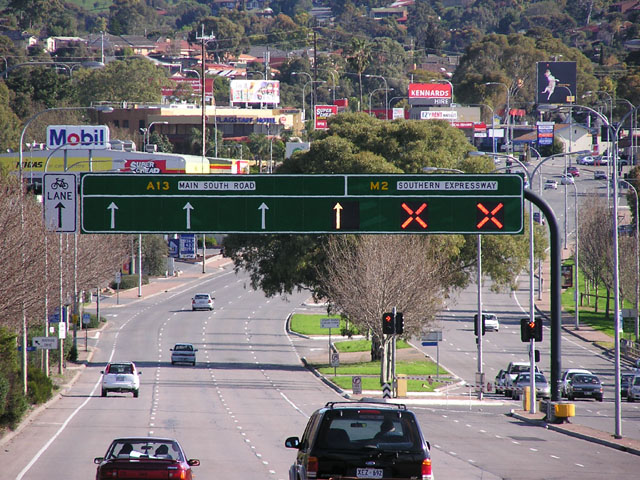
Das nördliche Ende des Southern Expressway mit Anschluss an die Main South Road

Wegen ihrer Bedeutung für den Verkehr in Adelaide ist die South Road häufig verstopft. Mit der Entwicklung der südlichen Vororte hat der Verkehr ebenfalls zugenommen.
Von 1982 bis 1984 entstand eine Überführung der Straße über die Cross Road und die parallel laufende Eisenbahnlinie, um einen bekannten Flaschenhals zu beseitigen.
Die (Labor)-Staatsregierung ließ 2009–2010 die Gallipoli-Unterführung unter dem Anzac Highway bauen, ebenso wie eine Überführung über die Straßenbahnlinie Adelaide–Glenelg. Die Pläne für Unterführungen unter der Grange Road, der Port Road und der Eisenbahnlinie Outer Harbor–Grange und den Ausbau des besonders schmalen Streckenabschnittes von der Port Road zur Torrens Road wurden bis zur Fertigstellung des Superway (s. u.) zurückgestellt.
Im November 2005 gab die Royal Automobile Association (RAA, Automobilclub in South Australia) ihre Forderungen in Bezug auf das Straßennetz an die Regierung von South Australia weiter. Die South Road wurde dort als schlechtest ausgebaute Straße im ganzen Bundesstaat mit nur 2 von 10 möglichen Punkten ausgewiesen. Die RAA forderte Investitionen in Höhe von AU-$ 6 Mrd. für das gesamte Straßennetz, davon allein AU-$ 1,5–2,0 Mrd. nur für die South Road. Die RAA schlug einen 6 km langen Tunnel von der Port Road bis zur Unterführung unter dem Anzac Highway vor, der 6 wichtige Straßenkreuzungen und 2 Eisenbahnübergänge ersetzen sollte.
Am 18. August 2007 kündigte Premierminister John Howard an, dass die South Road in das AusLink-Programm zum Ausbau des nationalen Straßennetzes aufgenommen sei, und versprach eine Beteiligung des australischen Bundes in Höhe von AU-$ 1 Mrd. an den Baukosten zwischen 2007 und 2020.
Im Oktober 2009 stellten der Premierminister von South Australia und der Premierminister von Australien gemeinsam Pläne für den South Road Superway – einen 3–4 km langen Streckenabschnitt einer Stadtautobahn in Hochlage vom Port River Expressway bis zur Regency Road vor, der AU-$ 800 Mio. kosten soll. Das Projekt begann Februar 2010  und wurde Dezember 2013  fertiggestellt. Die Stadtautobahn ersetzt die Kreuzungen mit der Great Junction Road, der Cormack Road und den Übergang über die Eisenbahnlinie Adelaide–Dry Creek. Diese Stufe des Nord-Süd-Verkehrskorridors bietet einen 4,8 Kilometer langen Nonstop-Korridor und besteht aus einer 2,8 Kilometer langen Hochbahn, die sich vom Port River Expressway bis zur Regency Road erstreckt.  Der Superway verbindet die Industrie mit Luft- / Seehäfen und intermodalen Standorten, erfüllt die zukünftige Wohnungs- und Industrienachfrage und ergänzt das langfristige Wachstum, den Bergbau und die zwischenstaatlichen Exporte und Produktionsinvestitionen.

## Wichtige Kreuzungen (von Norden nach Süden)
| Richtung Süden                                                  | Richtung Norden                                            |
| Beginn South Road vom Salisbury Highway                         | Ende South Road weiter als Salisbury Highway zur und zur   |
| keine Zufahrt                                                   | Port River Expressway                                      |
| PORT FLAT FREIGHT RAIL LINE höhenfreie Überführung im Bau       | PORT FLAT FREIGHT RAIL LINE höhenfreie Überführung im Bau  |
| Cormack Road höhenfreie Kreuzung im Bau                         | Cormack Road höhenfreie Kreuzung im Bau                    |
| Grand Junction Road nach Osten höhenfreie Kreuzung im Bau       | Grand Junction Road nach Westen höhenfreie Kreuzung im Bau |
| Days Road höhenfreie Kreuzung im Bau                            | Days Road höhenfreie Kreuzung im Bau                       |
| Regency Road                                                    | Regency Road                                               |
| Torrens Road                                                    | Torrens Road                                               |
| OUTER HARBOR RAIL LINE höhenfreier Ausbau vorgeschlagen         | OUTER HARBOR RAIL LINE höhenfreier Ausbau vorgeschlagen    |
| Port Road höhenfreier Ausbau vorgeschlagen                      | Port Road höhenfreier Ausbau vorgeschlagen                 |
| Manton Street höhenfreier Ausbau vorgeschlagen                  | Grange Road höhenfreier Ausbau vorgeschlagen               |
| Henley Beach Road                                               | Henley Beach Road                                          |
| Sir Donald Bradman Drive                                        | Sir Donald Bradman Drive                                   |
| Richmond Road                                                   | Richmond Road                                              |
| Anzac Highway                                                   | Anzac Highway                                              |
| GLENELG TRAM LINE                                               | GLENELG TRAM LINE                                          |
| Cross Road / NOARLUNGA RAIL LINE                                | Cross Road / NOARLUNGA RAIL LINE                           |
| Daws Road                                                       | Daws Road                                                  |
| Ayliffes Road nach Norden                                       | keine Ausfahrt                                             |
| Shepherds Hill Road nach Osten                                  | keine Ausfahrt                                             |
| Sturt Road höhenfreier Ausbau vorgeschlagen Flinders University | Sturt Road höhenfreier Ausbau vorgeschlagen                |
| Flinders Drive nach Osten Flinders Medical Centre               | nur Zufahrt nach Osten zum FMC                             |
| keine Zufahrt                                                   | Southern Expressway nur Einfahrt nach Süden                |
| Flagstaff Road                                                  | Marion Road                                                |
| keine Ausfahrt                                                  | Majors Road nach Westen                                    |
| Black Road nach Osten                                           | keine Ausfahrt                                             |
| Chandlers Hill Road nach Osten                                  | keine Ausfahrt                                             |
| Panalatinga Road                                                | Southern Expressway nur Einfahrt nach Norden               |
| Pimpala Road nach Osten                                         | Sherriffs Road nach Westen                                 |
| Bains Road nach Osten                                           | O’Sullivan Beach Road nach Westen                          |
| Wheatsheaf Road nach Osten                                      | Flaxmill Road nach Westen                                  |
| Doctors Road nach Osten                                         | Beach Road nach Westen                                     |
| keine Ausfahrt                                                  | Honeypot Road nach Westen                                  |
| Pennys Hill Road nach Osten                                     | Zufahrt nur örtlich                                        |
| keine Zufahrt                                                   | Southern Expressway                                        |
| Victor Harbor Road                                              | Victor Harbor Road                                         |
| Beginn Route weiter als Main South Road nach Cape Jervis        | Ende Route weiter als Route                                |

## Galeriebilder

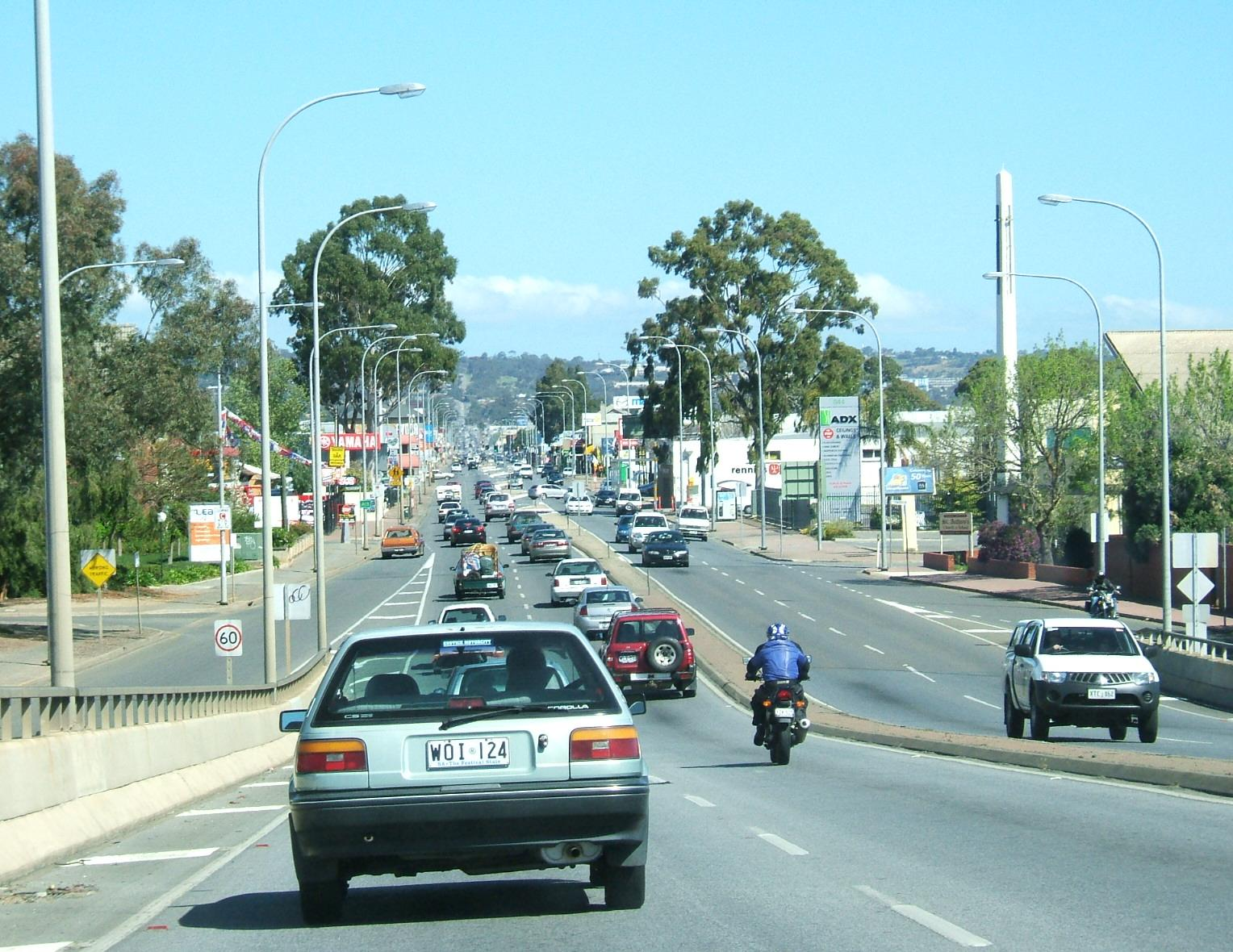
Blick von der Überführung über die Cross Road in Edwardstown nach Süden
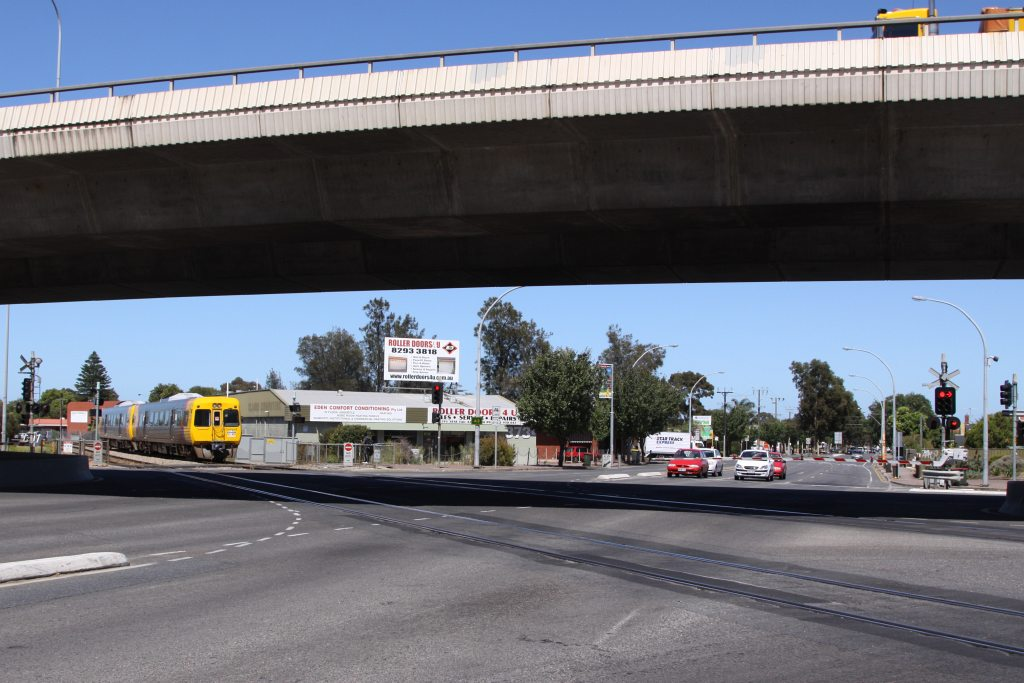
Überführung der über die Cross Road beim Bahnhof Emerson